# جيمس رودي
جيمس رودي (بالإنجليزية: James Roday)‏ (و. 1976  م) هو ممثل، وكاتب، وكاتب سيناريو، وممثل مسرحي، وممثل تلفزي، وممثل أفلام، من الولايات المتحدة، ولد في سان أنطونيو.

## التعليم
تعلم في جامعة نيويورك.

## وصلات خارجية
- جيمس رودي على موقع IMDb (الإنجليزية)
- جيمس رودي على موقع روتن توميتوز (الإنجليزية)
- جيمس رودي على موقع قاعدة بيانات الأفلام العربية
- جيمس رودي على موقع ألو سيني (الفرنسية)
- جيمس رودي على موقع أول موفي (الإنجليزية)
- جيمس رودي على موقع قاعدة بيانات الأفلام السويدية (السويدية)
- جيمس رودي على موقع إن إن دي بي (الإنجليزية)
- جيمس رودي على موقع قاعدة بيانات الفيلم (الإنجليزية)
- جيمس رودي على موقع كينوبويسك (الروسية)